# 牧師館 (スコットランド)

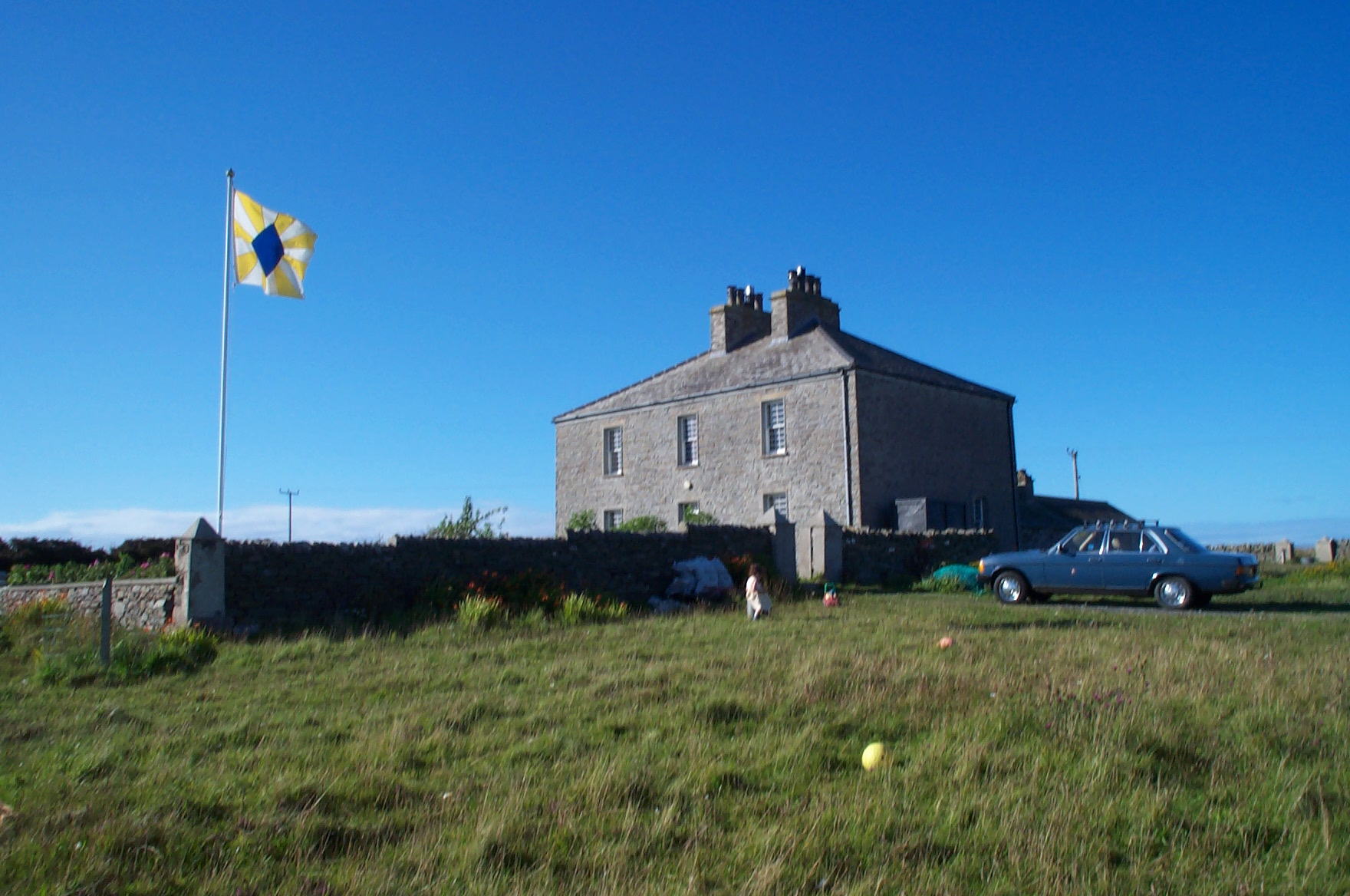
スコットランド、オークニー諸島のサンデー島にあるウェスト・マンス (The West Manse)、かつてのスコットランド自由教会の牧師館。

牧師館（ぼくしかん）と日本語に訳されるマンス (英語: manse、[ˈmæns]) は、通例ではおもに長老派教会、メソジスト、バプテスト教会、その他のキリスト教の伝統において、教役者が居住する、ないしは、かつて居住していた牧師館。
もともとはラテン語で居住すること (dwelling) を意味する「mansus」、ないし、留まる (to remain) を意味する「manere」に由来し、16世紀の時点では、住居を意味するとともに、教会関係の文脈においては一家族の生計を支えるのに必要な土地の広さを意味していた。
秀でたスコットランド人の多くは、「牧師館/マンスの息子/娘 (sons (or daughters) of the manse)」と称され、スコットランドのメディアや文化において、今も繰り返し使われる評価基準のひとつとなっている。例えば、元首相のゴードン・ブラウンは、長老派教会の牧師の息子であり、「牧師館の息子 (son of the manse)」と表現されることがあった。
スコットランド国教会は、もともと牧師館であった建物を払い下げて売却する際に、新たな持ち主がこれを「牧師館 (The Manse)」と称さないことを求めているが、「旧牧師館 (The Old Manse)」などといった呼称は許容している。その意味するところは、「牧師館」は現にそのように用いられている建物のことであり、単なる建物の名称ではない、ということである。

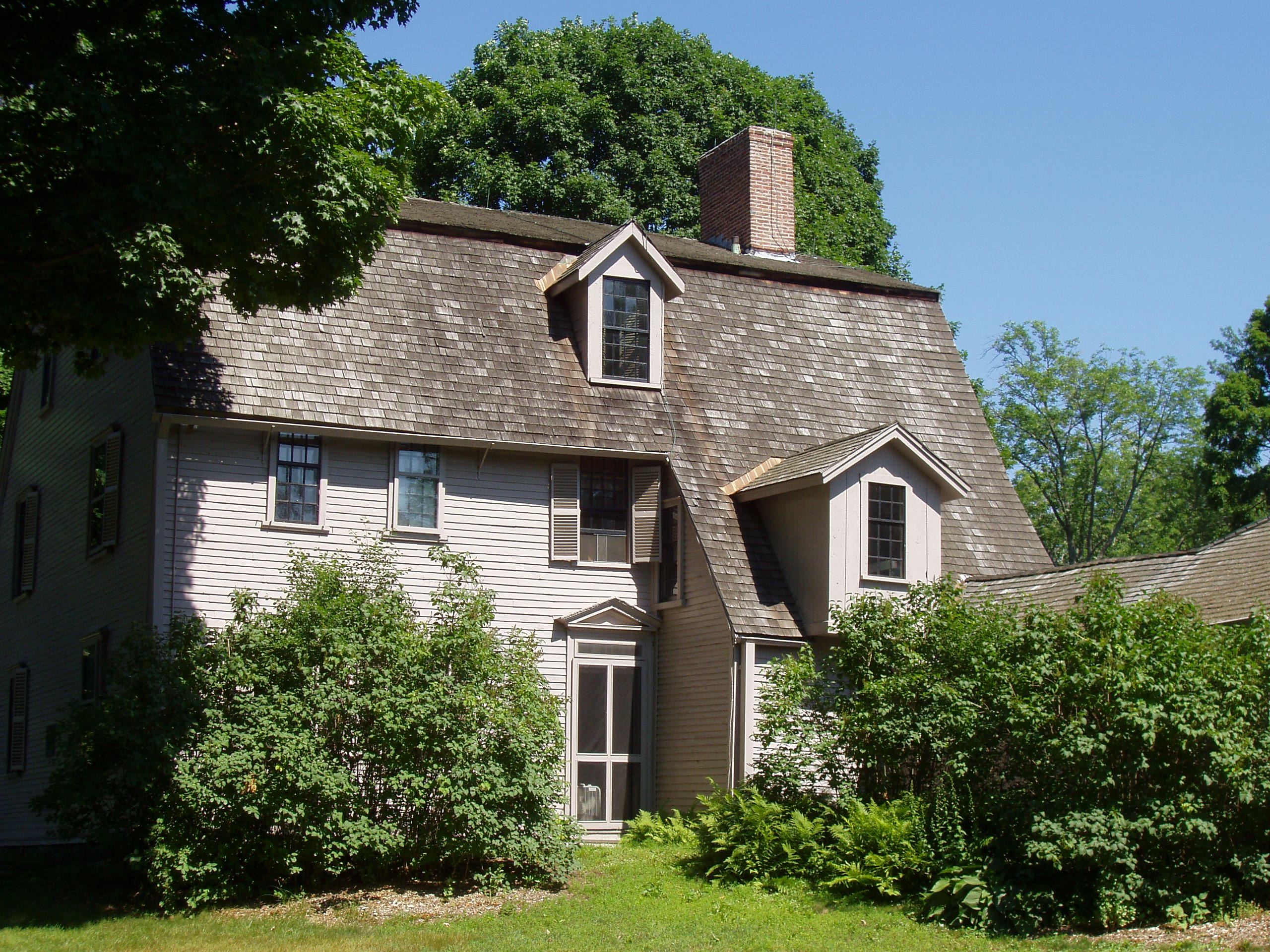
マサチューセッツ州コンコードのオールド・マンス (The Old Manse)。

北アメリカなどスコットランド以外の地域でも、スコットランド国教会の系譜を引く教会で「マンス」の呼称が用いられることがある。